# Nahoriany (obwód czerniowiecki)
Nahoriany (ukr. Нагоряни) – wieś na Ukrainie, w obwodzie czerniowieckim, w rejonie dniestrzańskim, w hromadzie Kielmieńce. W 2001 liczyła 502 mieszkańców.